# Livius (geslacht)
Livius is een geslacht van spinnen uit de  familie van de Macrobunidae. 

## Soort
- Livius macrospinus Roth, 1967